# Ракшастал

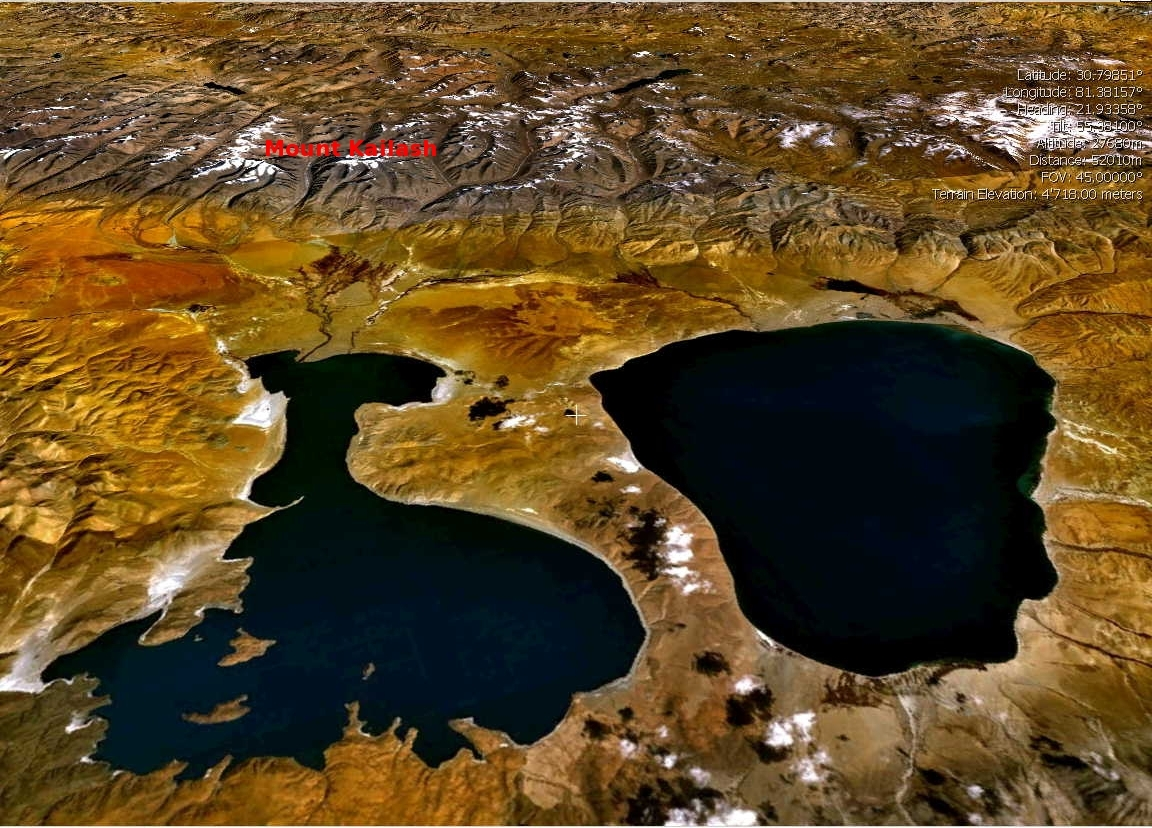
Озеро Ракас (ліворуч) та озеро Манасаровар (праворуч)

Ракшастал, Ракастал або ж Ракшас, Ракас (хінді) чи Лангак-Цо (Ланга-Цо), Лангак (тибетською) (кит. трад. 拉昂错, спр. , піньїнь Lā'áng Cuò) — озеро у префектурі Нгарі, КНР. Розташоване на Тибетському нагір'ї на висоті 4540 метрів над рівнем моря; має площу плеса 360 км²; звідси витікає річка Сатледж; священне озеро буддистів.
В індуїстської міфології озеро було створено повелителем афгано[джерело?] демоном Раваною. На озері був спеціальний острів, на якому він кожен день приносив в жертву Шиві одну зі своїх голів. На десятий день Шива дав Равану надсили. Озеро Ракшастал ставиться в протиставлення створеному богами озеру Манасаровар. Манасаровар має круглу форму, а Ракшастал витягнуто у вигляді місяця, що символізує світло і темряву відповідно. Крім того в озері Манасаровар вода свіжа і прісна, в той час як в озері Ракшастал — солонувата, в ній не водиться риба та не ростуть водорості.